# Columbus, Georgia
Columbus är en stad i den amerikanska delstaten Georgia med en yta av 572,4 km² och en befolkning, som uppgår till cirka 186 000 invånare (2003). Ca 44 procent av befolkningen i staden är afroamerikaner. Av befolkningen lever cirka 16 procent under fattigdomsgränsen. 
Staden, som grundades 1828 är belägen i den västra delen av delstaten vid floden Chattahoochee River, som är gränsflod mot Alabama cirka 180 km söder om huvudstaden Atlanta.

## Kända personer
- Dallas Austin, musiker
- William Calley, krigsförbrytare
- John Pemberton, Coca-Colas uppfinnare